# Rocchetta Tanaro
Rocchetta Tanaro (piemontiul: Rochëtta Tane) település Olaszországban, Piemont régióban, Asti megyében. Lakosainak száma 1348 fő (2023. január 1.). Rocchetta Tanaro Belveglio, Castello di Annone, Cerro Tanaro, Masio, Mombercelli, Cortiglione és Rocca d’Arazzo községekkel határos.

## Népesség
A település lakossága az elmúlt években az alábbi módon változott:
| Lakosok száma | 1445 | 1453 | 1348 |
|               | 2017 | 2018 | 2023 |